# Karl-Heinz Fitzal
Karl-Heinz Fitzal (* 13. September 1945 in Rohrendorf bei Krems, Niederösterreich, Österreich) ist ein ehemaliger Berufsoffizier des österreichischen Bundesheeres mit dem letzten Dienstgrad General. Er war von 1999 bis 2003 Kommandant der Theresianischen Militärakademie.

## Leben
Karl-Heinz Fitzal trat nach der Matura 1963 in das Österreichische Bundesheer ein und absolvierte die Offiziersausbildung an der Theresianischen Militärakademie in Wiener Neustadt. Danach wurde er zum Panzergrenadierbataillon 11 nach Mautern an der Donau versetzt. Er war von 1968 bis 1972 Ausbildungsoffizier einer Panzergrenadierkompanie und Zugskommandant, später von 1972 bis 1975 Kompaniekommandant.
Nach Absolvierung seiner Generalstabsausbildung im 8. Generalstabskurs an der Landesverteidigungsakademie in Wien war er in verschiedenen Stabsverwendungen tätig, z. B. als Chef des Stabes der 3. Panzergrenadierbrigade. Von 1986 bis 1992 kommandierte er die 3. Panzergrenadierbrigade. Nachher leitete er die Gruppe Ausbildung in der Sektion III des Bundesministeriums für Landesverteidigung. Hier war er wesentlich an der Neustrukturierung der Akademien und Schulen für die Unteroffizier- und Offiziersausbildung beteiligt, der sogenannten Ausbildungsreform 92.
Am 13. September 1999 wurde Karl-Heinz Fitzal vom Verteidigungsminister Werner Fasslabend als Nachfolger von Korpskommandant Adolf-Erwin Felber zum neuen Kommandanten der Theresianischen Militärakademie in Wiener Neustadt bestellt. Er übernahm das Kommando offiziell am 23. September 1999. Am 29. November 2003 übergab er dieses Kommando der Theresianischen Militärakademie an seinen Nachfolger Generalmajor Norbert Sinn.
Fitzal ist verheiratet und hat drei Kinder.

## Auszeichnungen und Ehrenzeichen (Auszug)
- Silbernes Ehrenzeichen für Verdienste um die Republik Österreich (1984)
- Wehrdienstzeichen 1. Klasse
- Wehrdienstzeichen 2. Klasse
- Wehrdienstzeichen 3. Klasse
- Wehrdienstmedaille in Bronze
- Verdienstzeichen des niederösterreichischen Landesfeuerwehrverbandes (Ausprägung unbekannt)